# CASA/IPTN CN-235
El CASA CN-235, també conegut com a IPTN CN-235 és un avió desenvolupat conjuntament per Construcciones Aeronáuticas S.A. i Industri Pesawat Terbang Nusantara (IPTN, ara Indonesian Aerospace) a la fi de crear un transport aeri bimotor i turbohèlice tant d'ús civil com militar.

## Disseny

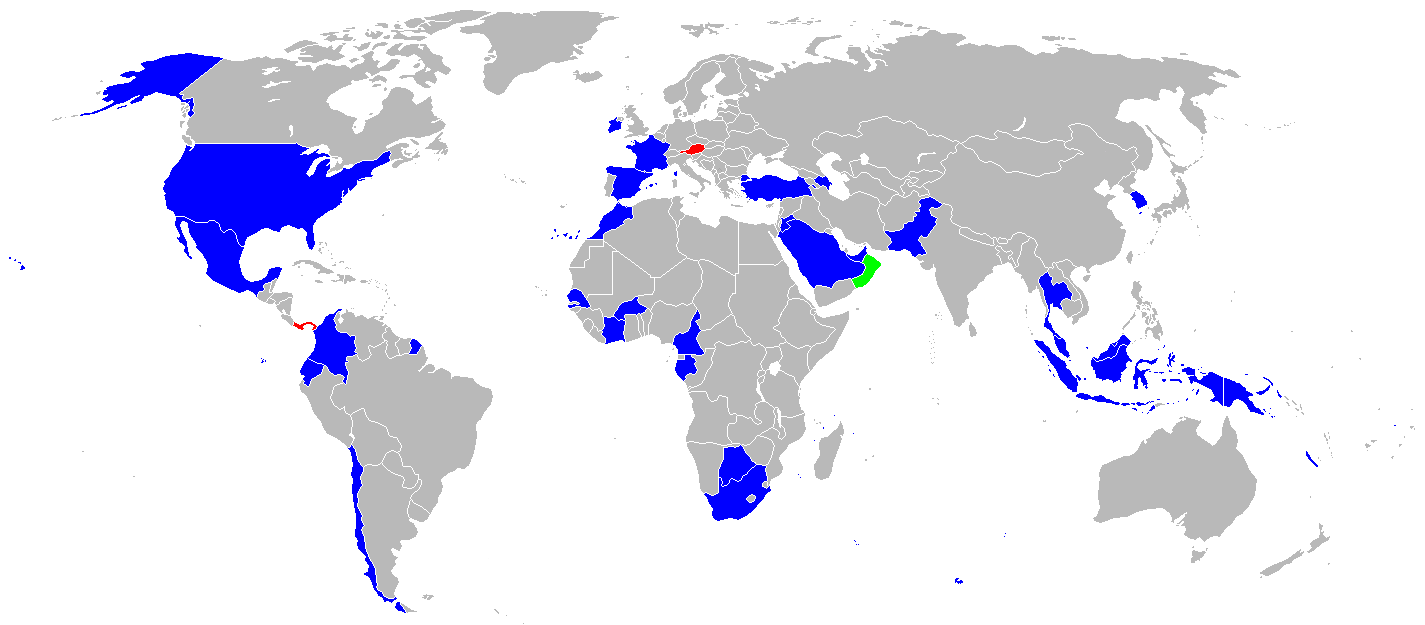
Operadors de l'aeronau. Blau: civils i militars, roig: només civils, verd: només militars.

L'avió, similar als transports concebuts anteriorment per CASA, està optimitzat per l'un radi operatiu mitjà (al voltant de 3000 km), facilitat de vol i una gran operabilitat sense requerir un manteniment molt car. Així es tracta d'un aparell bimotor, d'ala alta i timó únic sobre un conjunt de cua elevat per fer espai a una rampa de càrrega posterior. A més el fuselatge presenta tres divisions clares i independentment condicionades. La primera secció es correspon a la cabina, pensada per dues persones: pilot i copilot, amb un panell de comandaments ampli, completament analògic i amb elements redundants capaços de detectar possibles fallides del sistema i palanca de comandament central, també duplicada i amb accionaments mecànics i hidràulics connectats a les diferents superfícies de l'aeronau (generalment reservant els actuadors hidràulics les superfícies secundàries com ara flaps, slats, trimm i la góndola del tren d'aterratge). La següent secció (9,65 m × 2,70 m × 1,90 m) correspon a la part central del fuselatge, comunicant la cabina amb la rampa de darrere; aquesta secció també comprèn als motors, ja que aquests es troben connectats mitjançant sistemes electromecànics que garanteixen l'habitabilitat de la zona (pressió i temperatura adequats), aquesta zona també compren dues portes d'accés lateral pressuritzades. Operativament, aquesta secció permet el transport de 6000 kg d'equipament, cosa que equival a 36 paracaigudistes amb equip complet o material pesant com ara motors d'avió, o equipament d'assistència sanitària. La tercera secció correspon al conjunt de cua més la rampa d'accés posterior. El disseny alt del mateix permet l'accionament de la rampa a l'envol (cosa que facilita el llançament d'equipament sense aterratge) a més de permetre la capacitat STOL de l'aparell. Amb l'excepció de la rampa, el conjunt de cua no és transitable i allotja part de l'electrònica necessària com ara els emissors IFF, llums de posició i contramesures tant infraroges com electròniques (bengales i chaff).
Els motors, del tipus turbohèlice, i 1305 kW, consten de sistemes anticongelants i desviació de part del seu flux d'aire a la turbina per proporcionar l'oxigen necessari pels tripulants. A més a més, cadascun d'ells presenta un conjunt de quatre aspes de pas variable Hamilton Standard amb capacitat de rotació inversa per reduir les distàncies de pista durant els procediments de taxi, aterratge i enlairament.

## Desenvolupament

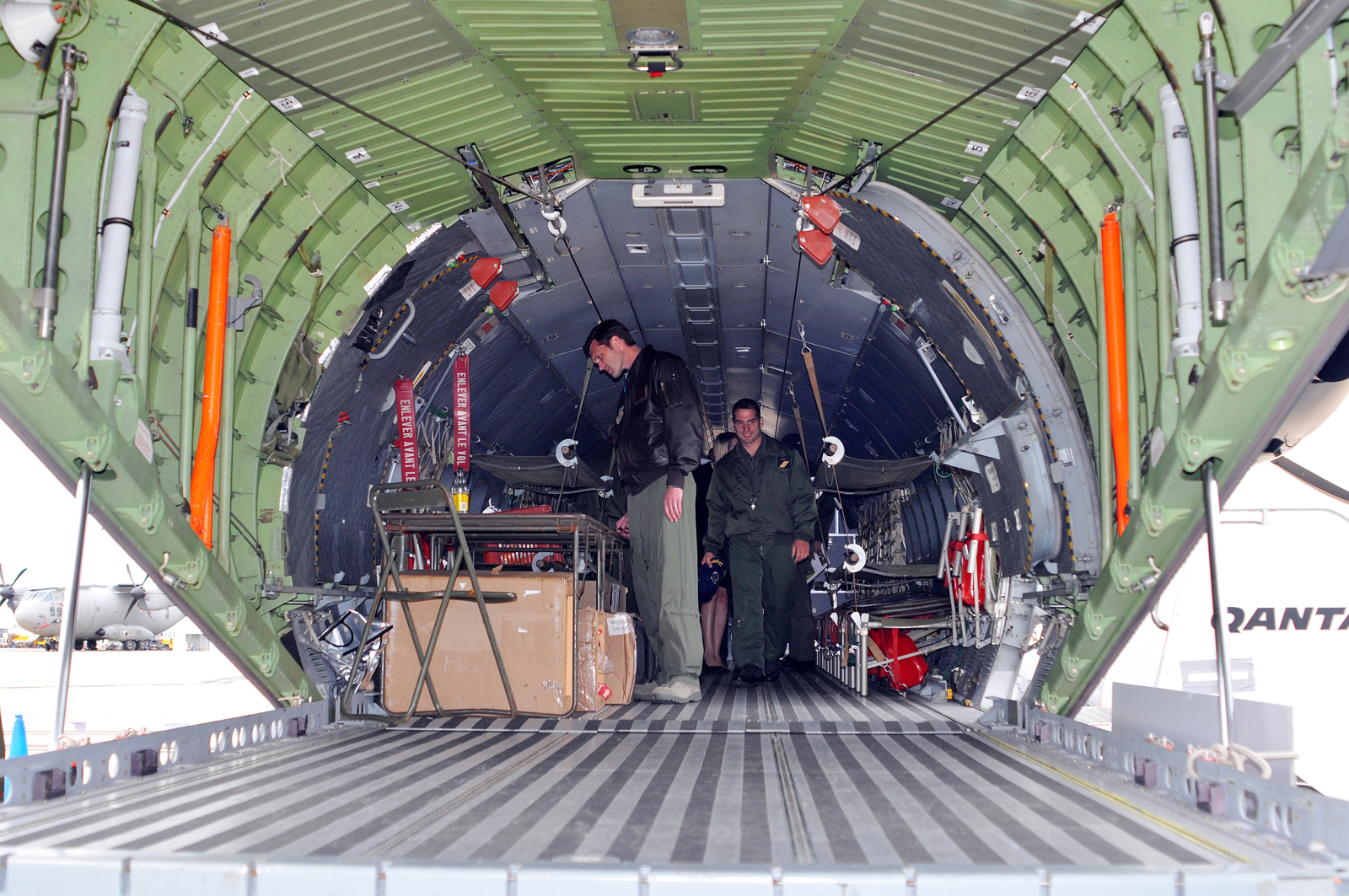
Rampa desplegada d'un CN-235 francès durant una exhibició a terra.

Amb el gran èxit internacional de l'avió de transport anterior, el C-212 Aviocar, CASA decidí desenvolupar un aparell hereu de mida més gran, actualitzat i amb unes prestacions més competitives. Així inicià una col·laboració al 50% amb IPTN, que estava estudiant un concepte similar, amb l'objectiu de produir un avió de transport modern mantenint l'operabilitat de l'Aviocar que l'havia fet tan popular tant al mercat civil com al militar. Originàriament, el desenvolupament de l'aparell es dugué a terme sota el consorci Airtech, segons aquest les dues companyies es repartien quotes de mercat equivalents amb CASA gestionant els mercats Europeu, Americà i Africà i l'IPTN encarregant-se d'Àsia i Oceania; però aquesta distribució no seria respectada arribant a generar friccions entre les empreses que competirien a l'hora d'obtindre contractes internacionals. Aquestes diferències provocaren la posterior dissolució del consorci i el desenvolupament de variants i models propis com ara el C-295 de CASA i el N-250 d'ITPN (que mai eixí de la fase prototip).

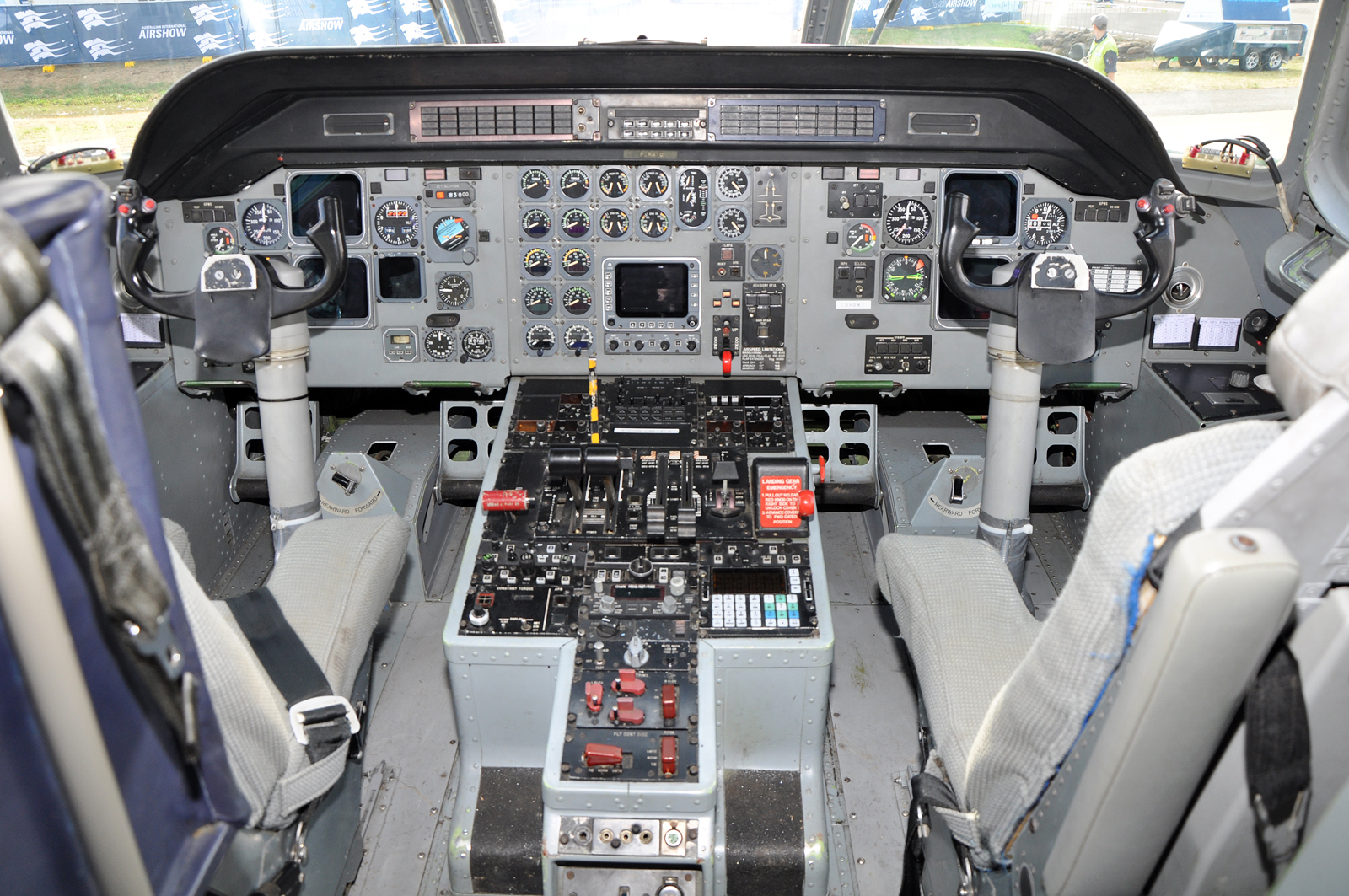

El treball en el nou disseny fou iniciat l'any 1979 en mans del director de projectes de CASA l'enginyer José Luis López Ruiz arribant a construir el primer prototip: P1 Infanta Elena amb matrícula ECT-100 durant l'octubre del mateix any a la localitat de Madrid. Aquest s'enlairà per primera vegada l'11 de novembre de 1983 sota el pilotatge de José Murga i Guillermo Delgado Brackembury. L'aparell havia sigut curiosament pintat amb els colors de les aerolínies Aviaco i Prinair a cada lateral amb l'objectiu de promocionar-lo al mercat civil, no obstant això, cap de les dues acabà adquirint versions d'aquest a pesar d'haver mostrat cert interès inicial. El primer exemplar de construcció indonèsia s'enlairà a Bandung el 30 d'octubre de 1979.
IPTN aconseguí la primera comanda civil el desembre de 1986 per part de l'aerolínia filipina Asian Spirit. El primer operari militar fou la Reial Força Aèria d'Aràbia Saudita, que encarregà a CASA dos aparells pel transport de VIP durant 1987. Successivament, ambdues empreses reberen contractes de les companyies nacionals Merpati (IPTN) l'any 1988 i Binter Canarias (CASA) l'any 1989. Aquests, junt amb la comanda de 52 unitats per part de la Força Aèria Turca, potenciaren la creació d'una línia de muntatge parcial operada per Turkish Aerospace Industries (TAI) a Anatòlia.
A la fi d'adaptar-se al mercat, tant IPTN com CASA desenvoluparen versions particulars amb aviònica, prestacions i objectius diferenciats cosa que accentuà la divisió entre les companyies però responia a les necessitats dels usuaris potencials. Alguns exemples són les modificacions amb equipament israelià Elisra realitzades localment per la Força Aèria de Colòmbia i la variant indonèsia amb radar Erieye que mai arribà a fabricar-se. Anecdòticament la comanda de Corea del Sud incloïa aparells de les dues empreses (12 de CASA i 8 d'IPTN), ja que aquestes foren incapaces d'arribar a un acord de cessió del contracte o estandardització de la producció. Per exemple els aparells de CASA hagueren d'aconseguir certificats: FAR-25 de l'Administració Federal d'Aviació (FAA) dels Estats Units, de les Autoritats Conjuntes d'Aviació (JAA) europees i de la Civil Aviation Authority (CAA) d'Austràlia a la fi d'operar sobre l'espai aeri dels respectius països.

## Variants

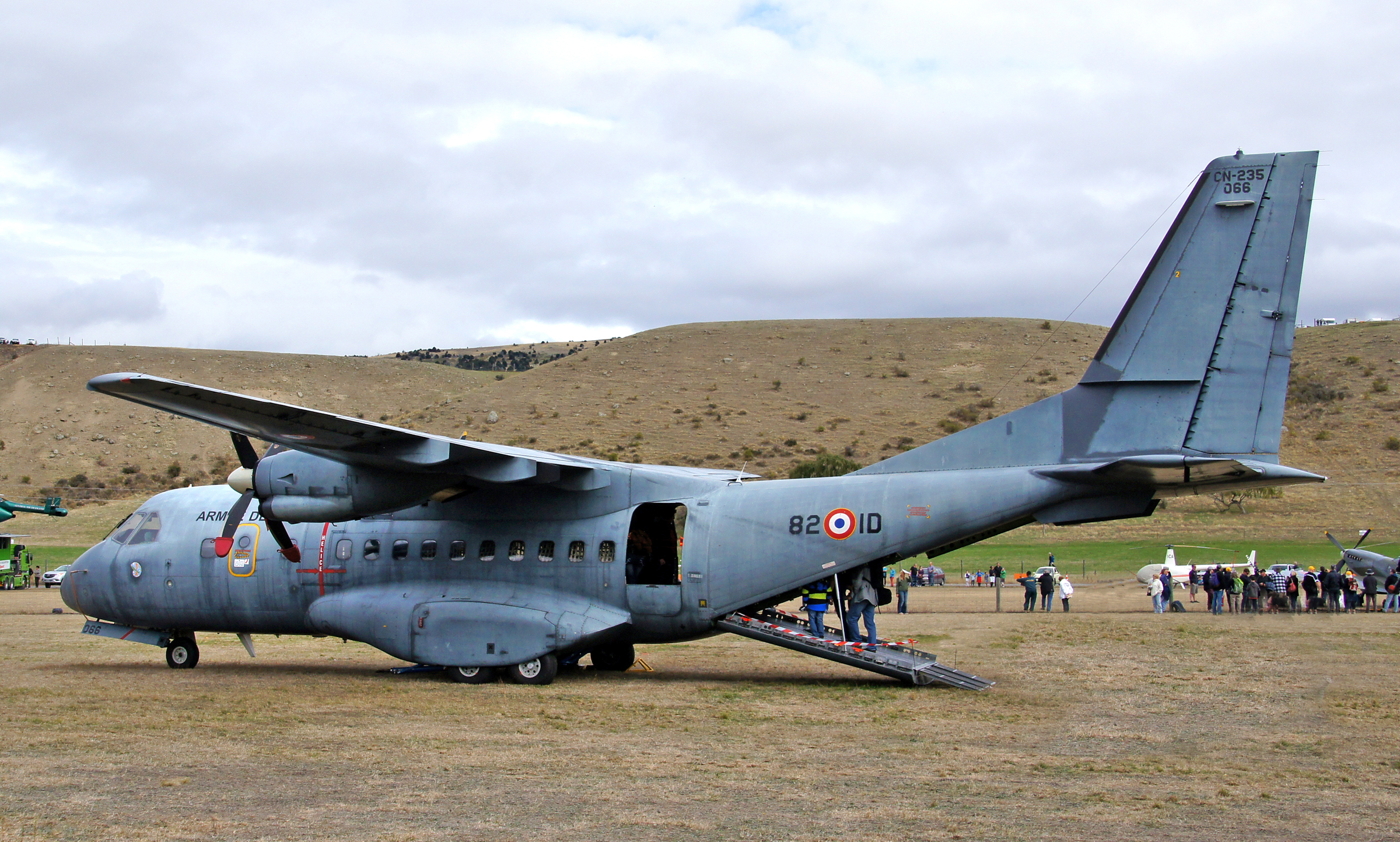
CN 235-300 francés.

### Transport

#### CN-235-10
Versió de producció inicial equipada amb motors GE CT7-7A. 30 unitats en total, 15 fabricades per CASA i 15 per IPTN. Al voltant de 300 unitats.

#### CN-235-100/110
Millora de l'anterior amb nou ús de materials compòsits i mòdul RWR (Radar Warning Receiver). Des de 1988 s'ha convertit en la versió principal de producció reemplaçant completament l'anterior. CN-235-100 correspon a la sèrie de producció espanyola i CN-235-110 a la indonèsia.

#### CN-235-200/220
Variant dotada de millores estructurals al fuselatge, timó i ales que permeten major càrrega operativa a més de reduir la longitud d'enlairament i augmentar el rang. CN-235-200 correspon a la sèrie de producció espanyola i CN-235-220 a la indonèsia.

#### CN-235-300
Modificació feta per CASA de la sèrie 200 amb aviònica Honeywell. Addicionalment, també s'ofereixen millores als sistemes de cabina i la possibilitat de muntar roda doble al davant.

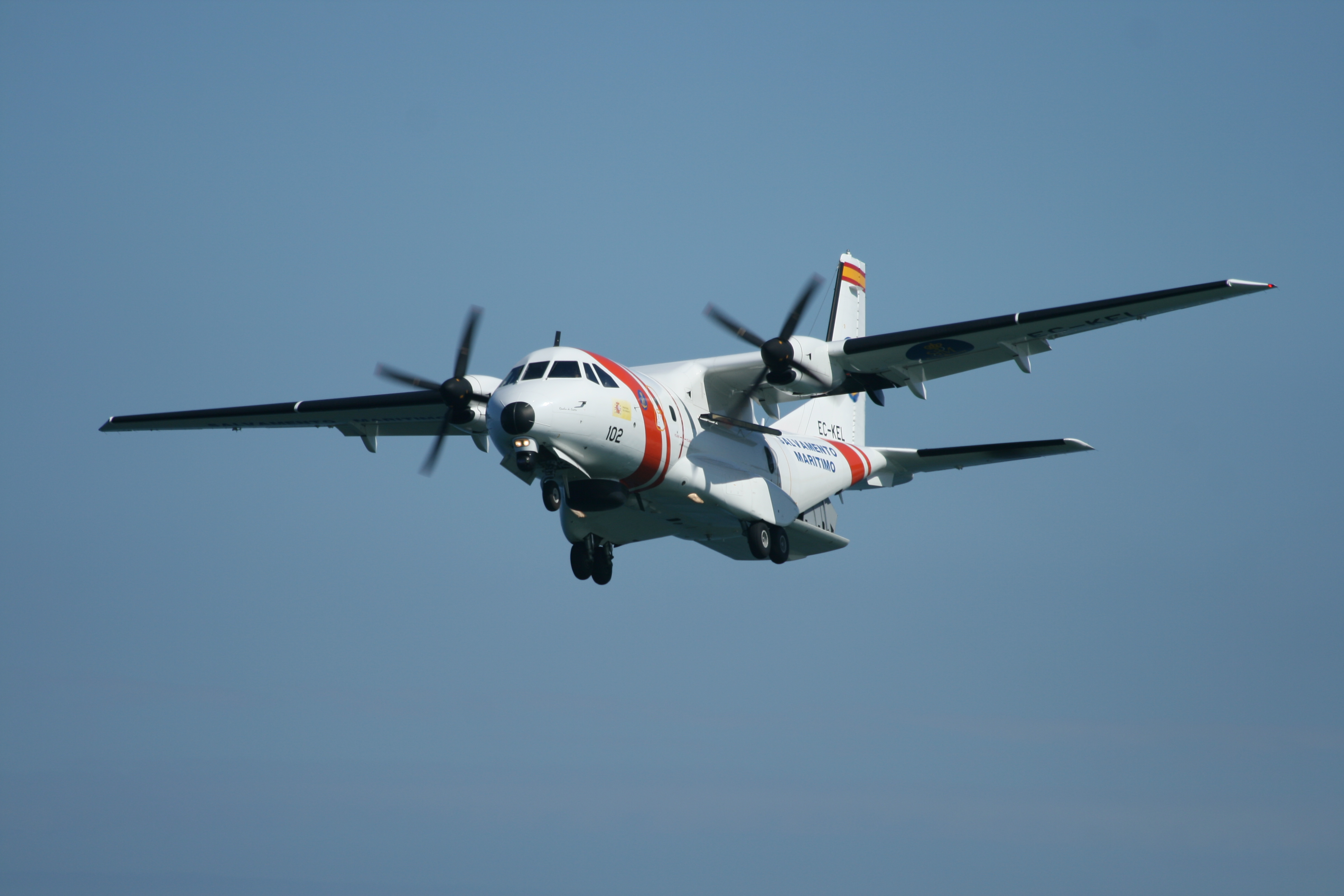
CN-235-300 de Salvament Marítim a Vigo.

### Patrulla marítima

#### CN-235 MP
Primera versió de patrulla marítima desenvolupada per CASA. 2 unitats foren produïdes pel Cós Aeri Irlandès.

#### CN-235 VIGMA / CN-235 MPPersuader / HC-144A Ocean Sentry
Modernització dels CN-235 MP amb equipament FITS. Aplicada als 2 CN-235 MP irlandesos (CN-235 MP Persuader), totes les unitats de transport transferides al SAR espanyol (CN-235 VIGMA) i als aparells adquirits per la Guàrdia Costanera dels Estats Units (HC-144A Ocean Sentry).

#### CN-235 MP AMASCOS
Modificació feta per l'empresa francesa Thales per Turquia amb l'objectiu de dotar els seus avions del sistema Airborne Maritime Situation & Control System (AMASCOS).

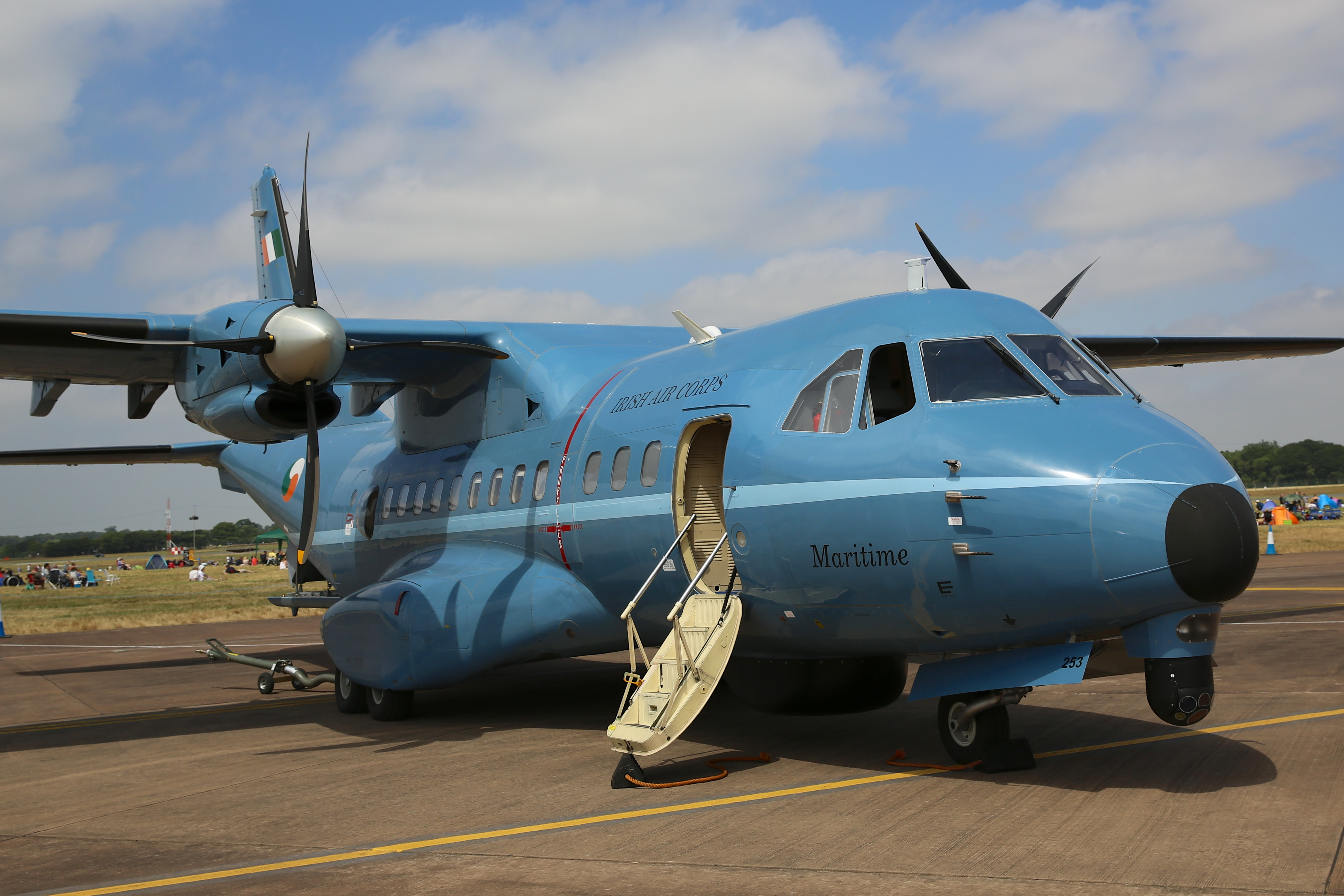
CN-235-100 irlandès.

#### CN-235 MPA
Variant d'IPTN amb radar al morro en comptes del ventre de l'avió i aviònica pròpia.

### Altres

#### AC-235
Versió desenvolupada per l'empresa americana Alliant Techsystems (ATK) per equipar la versió CN-235-10 amb armament d'interdicció com ara míssils AGM-114 Hellfire, coets de 70 mm i el canó automàtic M230 de 30 mm. Junt amb els sistemes necessaris per al seu correcte funcionament incloent el sistema STAR. Han sigut produïdes dues unitats per la Força Aèria de Jordània.

#### CN-235EW/ECN-235
A petició de la Força Aèria Colombiana, dos aparells foren adaptats al reconeixement electrònic amb sistemes intel·ligents ELINT i equipament Elisra.

## Especificacions (CN-235-300)

Perfil i alçat de perfil de l'avió.

### Característiques generals
- Tripulació: 2 (pilot i copilot).
- Capacitat: 51 persones o 5950 kg.
- Longitud: 21,40 m.
- Envergadura: 25,81 m.
- Altura: 8,18 m.
- Superficie alar: 59,1 m².
- Peso buit: 9800 kg.
- Pes màxim: 16 500 kg.
- Planta motriu: 2 turbohèlice General Electric CT7-9C3 de 1305 kW (1773 CV) cadascun i hèlice de quatre pales tipus Hamilton Standard 14RF-37.
- Dipòsit: 5220 litres.

### Rendiment
- Velocidad màxima: 450 km/h.
- Velocidad de creuer: 437 km/h.
- Alcanç: 2870 km amb 4000 kg. 5003 km buit i amb el dipòsit ple.
- Sostre: 9145 m.
- Ascens: 542 m/min.

## Incidents
- El 9 d'agost de 1995 un CN-235 de l'empresa argentina Interaustral patí una fallida al segellament d'una de les seues portes que, obrint-se durant un vol, provocà la despressurització de la cabina i la succió d'una hostessa que perdé la vida. La investigació posterior revelà el manteniment insuficient com a causa principal del sinistre.
- El 29 d'agost de 2001 un CN-235 de l'operadora aèria Binter Mediterráneo amb matrícula EC-FBC s'estavellà durant el vol 8261 a l'altura de l'Aeroport de Màlaga-Costa del Sol provocant la mort de 4 dels seus 47 tripulants.
- El 31 de juliol de 2015 el motor d'un ECN-235 de la Força Aèria Colombiana deixà de funcionar durant uns exercicis caient sobre el municipi d'Agustín Codazzi (Departament del Cesar) amb la conseqüent mort dels seus 11 tripulants.

- El divendres 26 de febrer de 2016 un CN-235-220M de la Reial Força Aèria de Malàisia amb matrícula M44-07 realitzà un aterratge d'emergència en Kuala Sengalor sense cap víctima mortal.[5]